# Regionalna Rada Reprezentantów
Regionalna Rada Reprezentantów, Rada Reprezentantów Regionów (indonez. Dewan Perwakilan Daerah – DPD) – jedna z izb indonezyjskiego parlamentu. Razem z Ludową Izbą Reprezentantów tworzy Ludowe Zgromadzenie Doradcze (Dewan Perwakilan Rakyat – DPR). Obradom przewodzi przewodniczący Rady Reprezentantów Regionów wybierany na okres kadencji izby wraz z dwoma wiceprzewodniczącymi. W 2014 roku na kolejną kadencję na to stanowisko został wybrany Irman Gusman z prowincji Sumatra Zachodnia, zaś pozycję wiceprzewodniczących zajmują Ratu Hemas reprezentująca Jogyakartę oraz Farouk Muhammad z Małych Wysp Sundajskich Zachodnich. Przy izbie funkcjonuje także sekretariat składający się z pracowników służby cywilnej.

## Geneza
Formacja Rady Reprezentantów Regionów jako jednej z izb parlamentu Republiki Indonezji, była wynikiem ruchów reformujących system polityczny zainicjowanych w 1998 roku. Miały one na celu zwiększyć znaczenie poszczególnych regionów w formowaniu polityki centralnej w kraju. W ten sposób pomysłodawcy projektu, poprzez umożliwienie udziału we władzy ustawodawczej reprezentantom prowincji, chcieli zacieśnić więzy oraz umocnić unitarność państwa indonezyjskiego. Inną istotną kwestią była potrzeba stworzenia większej równowagi w strukturach władzy legislacyjnej, poprzez dodanie do porządku prawnego instytucji mogącej spełniać funkcję kontrolną wobec pierwszej izby na zasadzie mechanizmu checks and balances. 
Funkcjonowanie i działalność Rady Reprezentantów Regionów reguluje Konstytucja Indonezji z 1945 roku w rozdziale VIIA, wprowadzonym poprawką do konstytucji  9 listopada 2001 roku. Formacja izby dokonała się 1 października 2004 wraz z wyborami parlamentarnymi.

## Wybory i charakter mandatu członków izby
Ustawa zasadnicza Republiki Indonezji określa, iż przedstawiciele izby wyższej parlamentu indonezyjskiego powinni być wybierani w wyborach powszechnych i większościowych, zaś ich ogólna liczba nie powinna przekraczać jednej trzeciej całkowitej liczby członków Ludowej Izby Reprezentantów. Artykuł 22C ust. 2 stanowi także, iż każda prowincja powinna mieć równą reprezentację przedstawicieli w izbie. Podczas ostatnich wyborów przeprowadzonych 4 kwietnia 2014 roku ich łączna liczba wyniosła 136 (po 4 wybieranych w każdej z 34 prowincji). Kandydaci w przeciwieństwie do przedstawicieli Ludowej Izby Reprezentantów nie reprezentują partii politycznych, chociaż nie jest dla nich dla nich zakazana przynależność partyjna. Kadencja obu izb parlamentu indonezyjskiego wynosi 5 lat. Wszyscy członkowie izby posiadają immunitet. 
Mandat członków Rady Reprezentantów Regionów oraz Ludowej Izby Reprezentantów jest mandatem imperatywnym. Rozpoczyna się on z chwilą złożenia ślubowania i trwa do dnia dokonania tego samego aktu przez członków obu izb parlamentu nowej kadencji. 

## Ludowe Zgromadzenie Doradcze
Obie izby obradujące wspólnie tworzą najwyższy organ przedstawicielski – Ludowe Zgromadzenie Doradcze (Dewan Perwakilan Rakyat – DPR). Posiada on konstytucyjne prerogatywy do uchwalenia i zmiany konstytucji, inauguruje działalność prezydenta i wiceprezydenta. Ponadto DPR ma jako jedyny organ w indonezyjskim porządku prawnym może pociągać do odpowiedzialności prezydenta i wiceprezydenta oraz dokonuje ich wyboru w przypadku wakatu lub opróżnienia urzędu.  

## Rada Reprezentantów Regionów jako izba wyższa parlamentu?
Rada Reprezentantów Regionów stanowi reprezentację prowincji, przy czym oceniając jej konstytucyjną pozycje i sposób działania ciężko jest określić ją jako typową izbę wyższą parlamentu. Pomimo iż sami członkowie nazywają siebie senatorami, to nie posiadają uprawnień porównywalnych z Senatem w Stanach Zjednoczonych, brytyjską Izbą Lordów czy nawet Senatem Rzeczypospolitej Polskiej. Część badaczy mówi nawet wprost, iż system indonezyjski nie jest bikameralny, zaś Rada Reprezentantów Regionów nie może być określana jako izba wyższa ze względu na brak wpływu na decyzje podejmowane przez Ludową Izbę Reprezentantów. W samej Indonezji od kilku lat trwa dyskusja na temat zwiększenia roli Rady Reprezentantów Regionów i reformy władzy ustawodawczej, w ramach której druga izba parlamentu uzyskałaby status partnerski dla Ludowej Izby Reprezentantów.

## Rada Reprezentantów Regionów i jej pozycja w formowaniu władzy ustawodawczej
W dużej mierze ze względu na fakt, iż Rada Reprezentantów Regionów jest relatywnie nową instytucją w indonezyjskim systemie politycznym, kompetencje jak i znaczenie izby nie są w sposób wyczerpujący określone przez konstytucję. Jak zwraca uwagę S. Sherlock, ze względu na „nowość” DPD, nikt z decydentów jak i ciał politycznych nie dąży do jasnego rozróżnienia kompetencji i pozycji, pomiędzy obiema izbami parlamentu. Wynika to w dużej mierze z ich nierównowagi, a co za tym idzie braku możliwości wpłynięcia Rady Reprezentantów Regionów na procesy decyzyjne w Ludowej Izbie Reprezentantów, nawet poprzez lobbing oraz opinię publiczną.
W skrócie kompetencje Rady Reprezentantów Regionów można streścić do uczestnictwa (ikut) w dyskusji nad wszelkimi projektami ustaw i innych aktów prawnych dotyczących regionów oraz opiniowania (pertimbangan) Ludowej Izbie Reprezentantów w zakresie spraw podatkowych, budżetu państwa i religii. Ponadto, przedstawiciele izby mają możliwość wyrażenia opinii w kwestiach dotyczących edukacji. DPD określana jest często jako instytucja reprezentująca interesy lokalne w parlamencie jak i dążąca do utrzymania równowagi pomiędzy władzą centralną a regionalną oraz pomiędzy poszczególnymi przedstawicielstwami władz lokalnych. 
Rada posiada inicjatywę ustawodawczą wyłącznie w następujących sprawach: relacje sfery finansowej pomiędzy władzą centralną a regionami; autonomia regionalna; relacje pomiędzy centrum a rządami regionalnymi; tworzenia, rozwoju i łączenia regionów; zarząd zasobami naturalnymi i środkami ekonomicznymi pomiędzy centrum a regionami oraz samymi regionami.